# 吴勇 (解放军少将)
吴勇 ，（1960年6月—），男丶中共政治丶軍事人物丶中共黨員丶是一位獲中國人民解放軍少將軍階的將領

## 生平
曾任宁夏军区副司令员丶青海省玉树军分区司令员丶陕西省军区参谋长等職

在玉樹军分区任職期間，協助玉樹地震的救援行動